# Оляна
Оляна — українське жіноче ім'я, має багато версій походження. Найпопулярніша версія, що це ім'я має стародавньо-українське та загальнослов'янське походження й бере свій корінь від слова "олянь" або "оляна", що в перекладі означає "юна дуброва". Дуб - це символ сили та могутності, тому ім'я Оляна можна тлумачити як "сильна" чи "могуча". Також від цього стародавнього кореня "олянь" пішла назва льон.
Також ім'я Оляна може мати германо-скандинавське походження й бути польскою калькою імені Heljana, що перекладаєтся як світла. Ще є версія, що стверджує, ніби ім'я Оляна має індоєвропейське коріння. У цьому випадку ім'я може походити від слова, що означає «зелена» або «квітуча».

## Жінки з ім'ям Оляна
- Оляна Рута